# Жужеляни
Жужеля́ни (раніше: Жу́жель) — село в Україні, у Шептицькому районі Львівської області. Населення становить 676 осіб.

## Історія
31 грудня 1388 року князь Белзький Земовит IV надав польському шляхтичу — белзькому старості, варшавському хорунжому Павелу (Пашку) з Радзанова — поселення в Белзькій землі: Махнів з прилеглостями, Ульгувек, Зимне, Ощів, Жужель, Угнів, Піддубці, Вербичі.
Архітектор Петро Полейовський був автором проєкту палацу Маріанни Секежинської в селі (1776–1778 роки), роботи при його будівництві виконував львівський архітектор Франциск Ксаверій Кульчицький.
Парох села, отець Селецький Кирило сприяв появі тут першого дому Сестер Служебниць Непорочної Діви Марії.
Після Другої світової війни село опинилося у складі Польщі. 6-15 липня 1947 року під час операції «Вісла» польська армія виселила з Жужеля на щойно приєднані до Польщі північно-західні терени 43 українців. У селі залишилося 85 поляків.
За радянсько-польським обміном територіями 15 лютого 1951 року село передане до УРСР, а частина польського населення переселена до Нижньо-Устрицького району, включеного до складу ПНР.

## Населення

### Мова
Розподіл населення за рідною мовою за даними перепису 2001 року:
| Мова       | Кількість | Відсоток |
| ---------- | --------- | -------- |
| українська | 676       | 100%     |

## Відомі люди
- Власниками (дідичами) села у 1770-х роках були польські шляхтичі Секежинські.